# Isabel Bishop

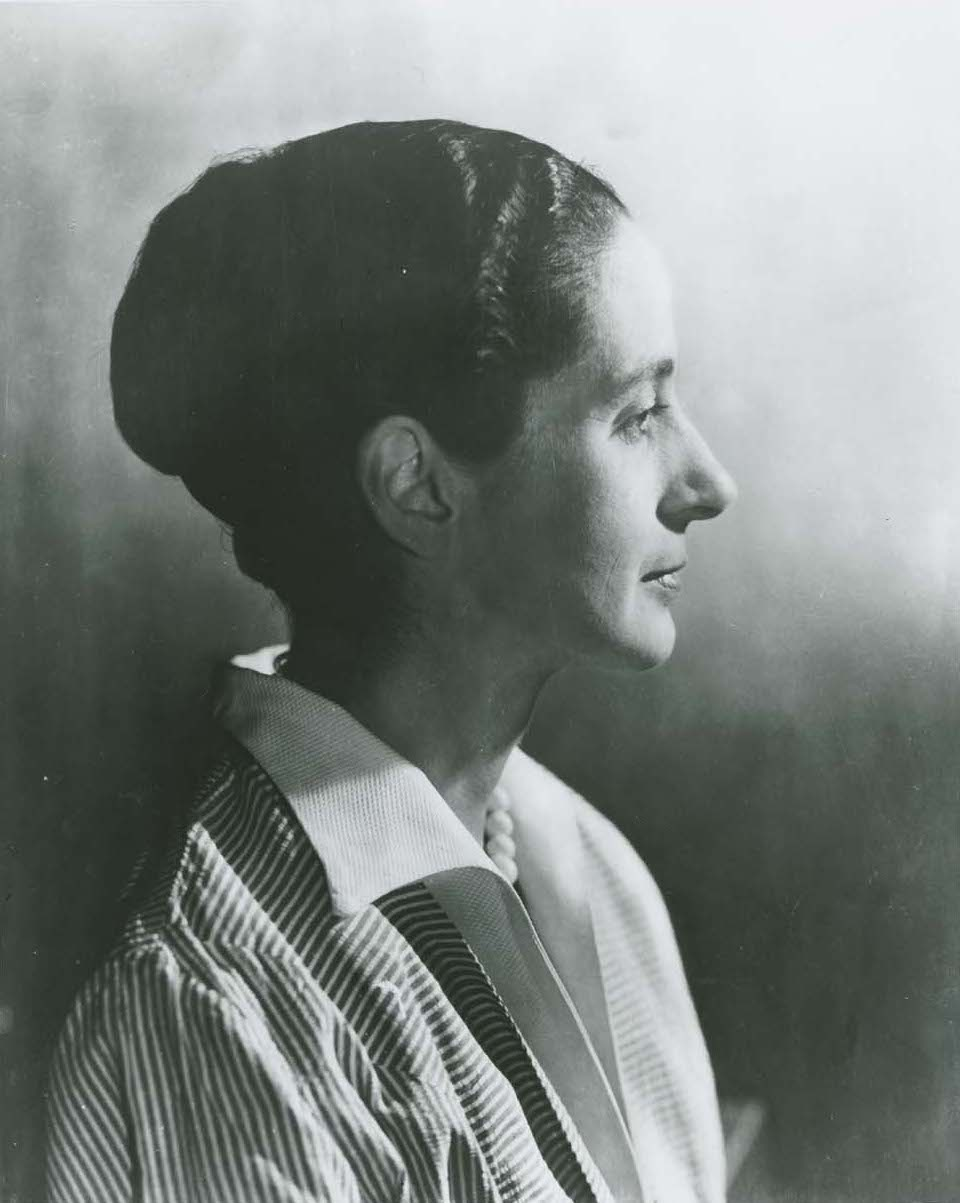
Isabel Bishop (vor 1975), Fotografie aus der Sammlung Juley

Isabel Bishop (* 3. März 1902 in Cincinnati; † 19. Februar 1988 in New York City) war eine US-amerikanische Malerin, Zeichnerin und Radiererin.

## Leben
Isabel Bishop wurde im März 1902 als Tochter eines Lehrers und einer Autorin und früheren Suffragette in Cincinnati geboren. Ein Jahr nach der Geburt zog die Familie nach Detroit, wo sie ihre Kindheit verbrachte, die von einem Gefühl der Einsamkeit gekennzeichnet war. Nachdem sie mit 15 Jahren ihre Schulbildung beendet hatte, nahm Bishop Kunstunterricht an der Schule des Porträtmalers John Palmer Wicker in Detroit, bevor sie 1918 mit der finanziellen Hilfe eines Verwandten nach New York City ging, um dort Gebrauchsgrafik an der New York School of Applied Design zu studieren. Der Unterricht dort und die Aufbruchsatmosphäre in der New Yorker Kunstszene in Folge der modernistischen Armory Show 1913 inspirierten Bishop jedoch, sich von der Gebrauchsgrafik abzuwenden und stattdessen ein Kunststudium an der Art Students League of New York zu beginnen. Dort studierte sie zunächst bei Frank DuMond, Max Weber und Guy Pène du Bois, ehe sie von 1927 bei 1931 eine Schülerin von Kenneth Hayes Miller war, der zu ihrem wichtigsten Mentor wurde. Insbesondere seine von der  Renaissance beeinflussten Maltechniken prägten ihr Werk sehr. Daneben waren auch Guy Pène du Bois und ihr Kommilitone Reginald Marsh stilprägend, der ebenfalls ein Protegé von Miller war. Europareisen 1931 und 1933 mit Miller und – im Falle der zweiten Reise – Marsh markierten das Ende ihrer Ausbildung; auf beiden Reisen studierte Bishop Gemälde der Alten Meister Rembrandt van Rijn und Peter Paul Rubens.
Während sich Bishops Frühwerk noch durch statistische Kompositionen stets ähnlicher Motive in dunklen Farben auszeichnete, entwickelte Bishop nun einen eigenen Stil, indem sie versuchte, in Gemälden und Zeichnungen die Mobilität und den Bewegungsreichtum der New Yorker Bevölkerung in ihrem Alltagsleben einzufangen. Hauptsächlich wirkte sie aus ihrem Studio am Union Square in Manhattan, dessen Alltagsleben sie beobachtete und zur Inspiration nutzte. Besonderes Augenmerk legte sie auf das Alltagsleben von Frauen. Technisch nutzte sie eine vielseitige Strichführung, um ihre Figuren zu entwerfen, und oftmals farbenreiche Lasuren. Vornehmlich nutzte sie Naturfarben in einer ähnlichen Weise wie Rubens und andere Alte Meister. Neben Gemälden und Zeichnungen fertigte Bishop auch Radierungen an und intensivierte die Nutzung dieser Technik, nachdem sie 1941 bei Stanley William Hayter Unterricht nahm. Fast alle ihrer Kunstwerke zeigen Genreszenen mit einer oder zwei Figuren, die sie durch Mimik, Gestik und Haltung charakterisiert. Daneben fertigte sie auch einige Porträts, Aktzeichnungen und Landschaftsgemälde an. Stilistisch wird sie einer Gruppe sozialrealistischer Maler des New Yorker Alltagslebens zugeordnet, der sogenannten Fourteenth Street School, zu deren Hauptvertretern sie neben Kenneth Hayes Miller, Reginald Marsh und Raphael Soyer gezählt wird. Parallel arbeitete sie als Dozentin für die Art Students League of New York. 1959 und 1963 war sie als Gastdozentin an der Skowhegan School of Painting and Sculpture tätig.

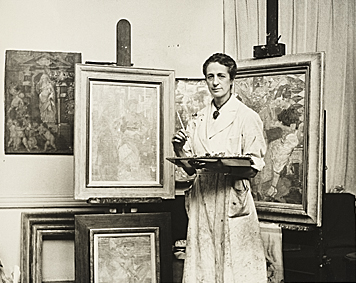
Isabel Bishop, 1959 (Fotograf: Budd Studio). Archives of American Art, Smithsonian Institution

1932 nahm Bishop für die Vereinigten Staaten an den Kunstwettbewerben der Olympischen Sommerspiele teil. Beginnend mit einer Einzelausstellung 1933 arbeitete Bishop während großer Teile ihrer Laufbahn mit dem Kunsthändler Alan D. Gruskin und seinen Midtown Galleries zusammen. Parallel wurde sie in einigen bedeutenden Gruppenausstellungen gezeigt. Als 1935 das Metropolitan Museum of Art eines ihrer Kunstwerke ankaufte, konnte sich Bishop als anerkannte Künstlerin etablieren. 1939/1940 wurden einige ihrer Werke auf der Golden Gate International Exposition, einer Weltausstellung in San Francisco, ausgestellt. 1941 wurde sie als Mitglied in die National Academy of Design aufgenommen. 1943 erhielt sie den Arts and Letters Award der American Academy of Arts and Letters, bevor sie ein Jahr später zum Mitglied der Ehrengesellschaft gewählt wurde. Von 1944 bis 1946 übernahm sie zudem als erste Frau die Vizepräsidentschaft des National Institute of Arts and Letters, das später mit der American Academy of Arts and Letters fusionierte. 1964 wurde sie zum Benjamin Franklin Fellow der Royal Society of Arts ernannt und 1968 und 1970 mit einer Goldmedaille vom National Arts Club gewürdigt. Eine weitere Gold Medal for Painting erhielt sie 1987 von der American Academy of Arts and Letters. 1979 wurde Bishop zudem vom damaligen US-Präsidenten Jimmy Carter mit dem Outstanding Achievement in the Arts Award geehrt. Ferner hielt sie Ehrendoktorwürden vom Bates College, dem Mount Holyoke College und der Syracuse University.
Bishop heiratete 1934 den Neurochirurgen Harold George Wolff (1898–1962). Aus der Ehe ging ein Sohn hervor, der spätere Fotograf Remsen Wolff (1940–1998). Das Ehepaar lebte in Riverdale am nördlichen Stadtrand von New York City, doch Bishop unterhielt auch nach ihrer Heirat ein Studio am Union Square, das sie erst Anfang der 1980er Jahre aufgab. Sie starb im Alter von 85 Jahren an der Parkinson-Krankheit im Februar 1988 in Riverdale. Ihren Vorlass hatte sie an die Archives of American Art an der Smithsonian Institution gegeben. Ihre Werke sind heute in fast allen bedeutenden US-Kunstmuseen zu finden.